# Sérgio de Souza Fontes Arruda
Sérgio de Souza Fontes Arruda (* 15. April 1943 in Rio de Janeiro) ist ein ehemaliger brasilianischer Diplomat.

## Leben
Sérgio de Souza Fontes Arruda ist verheiratet mit Geo Alencar Arruda, sie haben zwei Kinder. 1965 studierte er Concurso de Preparação à Carreira de Diplomata (CPCD) am Rio Branco-Institut. 1966 wurde er Bachelor of Laws der Universidade Federal do Rio de Janeiro. 1983 absolvierte er einen Curso de graduação de nível superior am Rio Branco-Institut. Von 1968 bis 1971 war er Gesandtschaftssekretär 2. Klasse in Madrid. Von 1971 bis 1974 wurde er in Ottawa vom Gesandtschaftssekretär 2. Klasse zum Gesandtschaftssekretär 1. Klasse befördert. Von 1974 bis 1977 war er Assistent des Außenministers. Von 1978 bis 1983 leitete er die Öffentlichkeitsarbeit des Itamaraty. Von 1983 bis 1987 war er Gesandtschaftsrat in Luanda. Von 1987 bis 1990 wurde er bei der brasilianischen Vertretung bei der internationalen Atomenergie-Organisation in Wien beschäftigt. Von 1990 bis 1993 war er Gesandtschaftsrat in Peking. Von 1994 bis 1995 leitete er die Agência Brasileira de Cooperação (ABC) (Entwicklungszusammenarbeit).
Von 29. Juni 1995 bis 27. November 2000 war er Botschafter in Kingston und war zeitgleich bei der Regierung in Nassau und der internationalen Meeresbodenbehörde akkreditiert. Von 2001 bis 2003 war er Bürovorsteher des Kulturministers. Von 2003 bis 2006 saß er dem Verwaltungsrat der Fundação Visconde de Cabo-Frio vor. Von 2006 bis 2008 war er Generalkonsul in Rotterdam. Von 19. Mai 2008 bis 8. November 2011 war er Botschafter in Kuala Lumpur. Von 8. November 2011 bis 8. Mai  2013 war er Botschafter in Baku.